# Segundo Consistório Ordinário Público de 1893

## Cardeais Eleitores
| Nº                 | País               | Nome                                  | Idade              | Cargo                                            | Título ou Diaconia                                         |
| Cardeais eleitores | Cardeais eleitores | Cardeais eleitores                    | Cardeais eleitores | Cardeais eleitores                               | Cardeais eleitores                                         |
| ------------------ | ------------------ | ------------------------------------- | ------------------ | ------------------------------------------------ | ---------------------------------------------------------- |
| 1                  | França             | Victor-Lucien-Sulpice Lécot           | 62                 | Arcebispo de Bordéus                             | Cardeal-presbítero de Santa Pudenciana                     |
| 2                  | Itália             | Giuseppe Maria Granniello, B.         | 59                 | Secretário da Congregação dos Bispos e Regulares | Cardeal-presbítero de Santos Ciríaco e Julita              |
| 3                  | França             | Joseph-Christian-Ernest Bourret, C.O. | 65                 | Bispo de Rodez (-Vabres)                         | Cardeal-presbítero de Santa Maria Nova                     |
| 4                  | Hungria            | Lörinc Schlauch                       | 69                 | Arcebispo de Oradea Mare                         | Cardeal-presbítero de São Jerônimo dos Croatas             |
| 5                  | Itália             | Giuseppe Sarto                        | 58                 | Patriarca de Veneza                              | Cardeal-presbítero de São Bernardo nas Termas Dioclecianas |

## Link Externo
- «Catholic Hierarchy» (em inglês)